# 제2차 이케다 내각 (제1차 개조)
제2차 이케다 제1차 개조내각(일본어: 第2次池田第1次改造内閣)은  이케다 하야토가 제59대 내각총리대신으로 임명되어, 1961년 7월 18일부터 1962년 7월 18일까지 존재한 일본의 내각이다.

## 각료
- 내각총리대신 - 이케다 하야토(이케다파)
- 법무대신 - 우에키 고시로(사토파)
- 외무대신 - 고사카 젠타로(이케다파)
- 대장대신 - 미즈타 미키오(오노파)
- 문부대신 - 아라키 마스오(이케다파)
- 후생대신 - 나다오 히로키치(이시이파)
- 농림대신 - 고노 이치로(고노파)
- 통상산업대신 - 사토 에이사쿠(사토파)
- 운수대신 - 사이토 노보루(참의원 의원)
- 우정대신 - 사코미즈 히사쓰네(참의원 의원)
- 노동대신 - 후쿠나가 겐지(이케다파)
- 건설대신, 수도권정비위원회 위원장 - 나카무라 우메키치(고노파)
- 자치대신, 국가공안위원회 위원장 - 야스이 겐(참의원 의원)
- 행정관리청 장관, 홋카이도 개발청 장관 - 가와시마 쇼지로(구 기시파, 가와시마파)
- 방위청 장관 - 후지에다 센스케(가와시마파)
- 경제기획청 장관 - 후지야마 아이이치로(후지야마파, ~ 1962년 7월 5일) ／ 이케다 하야토(사무 취급, 1962년 7월 6일 ~ )
- 과학기술청 장관 - 미키 다케오(미키·마쓰무라파)
- 내각관방장관 - 오히라 마사요시(이케다파)
- 총리부 총무장관 - 고다이라 히사오(이케다파)
  - 내각법제국 장관 - 하야시 슈조
  - 내각관방부장관(정무) - 핫토리 야스시(1961년 7월 25일 ~ )
  - 내각관방부장관(사무) - 호소야 기이치
  - 총리부 총무부장관 - 사토 아사오( ~ 1962년 5월 7일) ／ 후루야 도루(1962년 5월 8일 ~ )

## 정무 차관
- 법무 정무 차관 - 오제키 기이치
- 외무 정무 차관 - 가와무라 젠하치로
- 대장 정무 차관 - 아마노 기미요시
- 문부 정무 차관 - 하세가와 다카시
- 후생 정무 차관 - 모리타 주지로
- 농림 정무 차관 - 주만 다쓰이, 나카노 분몬
- 통상 산업 정무 차관 - 모리 기요시, 오카와 미쓰조
- 운수 정무 차관 - 아리마 에이지
- 우정 정무 차관 - 오타카 야스시
- 노동 정무 차관 - 가토 다케노리
- 건설 정무 차관 - 야마구치 로쿠로지
- 자치 정무 차관 - 오카미 쓰카사
- 행정 관리 정무 차관 - 오카자키 에이조
- 홋카이도 개발 정무 차관 - 다나카 마사미
- 방위 정무 차관 - 사사모토 가즈오
- 경제 기획 정무 차관 - 간 다로
- 과학 기술 정무 차관 - 야마모토 도시나가